# Prescott (Washington)
Prescott és una ciutat del Comtat de Walla Walla de l'Estat de Washington. Segons el cens del 2000 tenia 314 habitants.

## Demografia
Segons el cens del 2000 Prescott tenia 314 habitants, 123 habitatges, i 87 famílies. La densitat de població era de 356,6 habitants per km².
Dels 123 habitatges en un 36,6% hi vivien nens de menys de 18 anys, en un 54,5% hi vivien parelles casades, en un 11,4% dones solteres, i en un 28,5% no eren unitats familiars. En el 22,8% dels habitatges hi vivien persones soles el 5,7% de les quals corresponia a persones de 65 anys o més que vivien soles. El nombre mitjà de persones vivint en cada habitatge era de 2,55 i el nombre mitjà de persones que vivien en cada família era de 3,01.
Per edats la població es repartia de la següent manera: un 27,4% tenia menys de 18 anys, un 5,4% entre 18 i 24, un 32,2% entre 25 i 44, un 22,6% de 45 a 60 i un 12,4% 65 anys o més.
L'edat mediana era de 38 anys. Per cada 100 dones de 18 o més anys hi havia 107,3 homes.
La renda mediana per habitatge era de 39.500 $ i la renda mediana per família de 47.708 $. Els homes tenien una renda mediana de 34.750 $ mentre que les dones 23.250 $. La renda per capita de la població era de 16.931 $. Aproximadament el 13,8% de les famílies i el 18,4% de la població estaven per davall del llindar de pobresa.

## Poblacions properes
El següent diagrama mostra les poblacions més properes.